# Коммандарія
Коммандарія (також Commanderia та Coumadarka; грец. κουμανδαρία, κουμανταρία та грец. κουμαντάρκα) — солодке десертне вино, вироблене у регіоні Коммандаріа на Кіпрі у підніжжях гірського хребта Троодос.

## Історія
Вино має багату історію, ще з часів стародавніх греків, де було популярним напоєм на фестивалях. Вино з родзинок з Кіпру вперше описано в 800 до н. е. грецьким поетом Гесіодом.
Під час хрестових походів, вино Commandaria використовувалось у XII столітті при вінчанні короля Річарда Левове Серце та Беренгарії Наваррської, у місті Лімасол; під час весілля, що король Річард промовив, що Commandaria це «вино королів і король вин». Ближче до кінця століття він продав острів ордену Тамплієрів, який потім продав його Гі де Лузіньяну, але тримав велике феодальне помістя в Колоссі, неподалік Лімасола, для себе. Це маєток називали «La Grande Commanderie».
Хоча сьогодні вино виробляється і продається під назвою «Commandaria», у минулому назва передавалася з декількома схожими назвами і написаннями. У 1863 році Томас Джордж Шоу у своїй книзі «Вино, лоза та підвал» описує це вино як Commanderi у той час як в 1879 році, Семюел Бейкер вживає слово Commanderia. У 1833 році Сірус Реддінг у своїй книзі «Історія і опис сучасних вин» посилається на вино Commandery.

## Виробництво

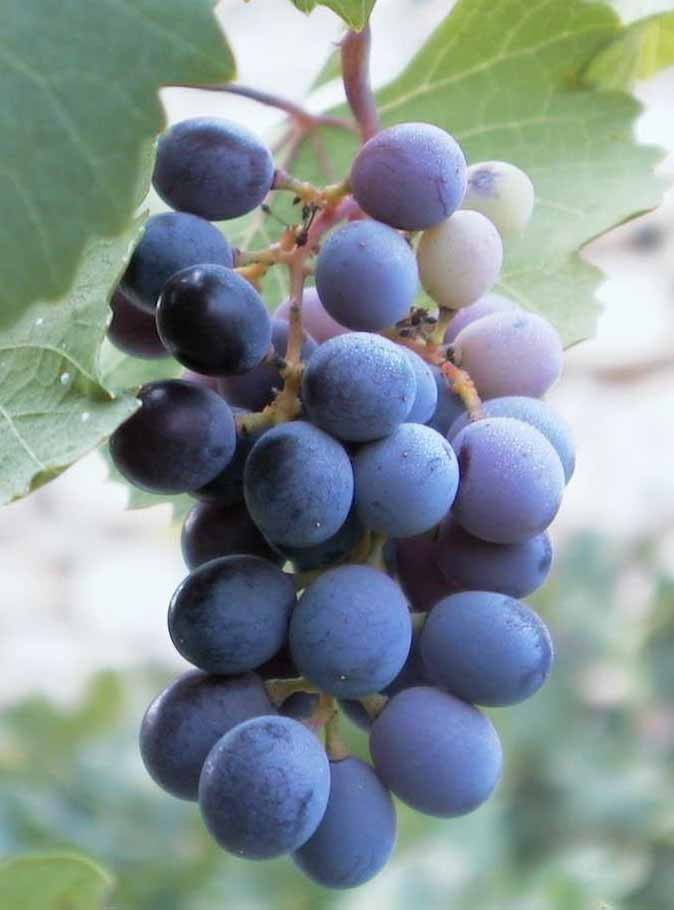
Виноград Мавро, що використовуються у виробництві Commandaria.

| Рік                                                      | 1878    | 1879    | 2001    | 2002    | 2003    | 2004    | 2005    |
| Загальний обсяг виробництва (в кг обробленого винограду) | 150,000 | 385,000 | 253,495 | 155,925 | 209,250 | 564,179 | 449,290 |
| Загальний обсяг експорту (у літрах)                      | 200,000 |         | 228,369 | 210,953 | 189,384 | 189,236 | 82,728  |